# Collabium delavayi
Collabium delavayi är en orkidéart som först beskrevs av François Gagnepain, och fick sitt nu gällande namn av Gunnar Seidenfaden. Collabium delavayi ingår i släktet Collabium, och familjen orkidéer. Inga underarter finns listade i Catalogue of Life.